# Krevní sérum
Krevní sérum je nažloutlá, tekutá, nebuněčná složka krve, která vzniká po vysrážení plné krve a následným odstraněním krevního koláče mechanicky a centrifugací. Složením odpovídá krevní plazmě, avšak na rozdíl od plazmy neobsahuje fibrinogen a další srážecí faktory krve. Krev, jež se odebírá na přípravu séra, se jímá do obyčejných zkumavek či stříkaček bez jakýchkoliv protisrážlivých látek (heparin, EDTA). V klinické a laboratorní praxi se často používá označení sérum.